# Pavetta timorensis
Pavetta timorensis är en måreväxtart som beskrevs av Friedrich Anton Wilhelm Miquel. Pavetta timorensis ingår i släktet Pavetta och familjen måreväxter.
Artens utbredningsområde är Små Sundaöarna. Inga underarter finns listade i Catalogue of Life.